# Deposición de Rómulo Augusto

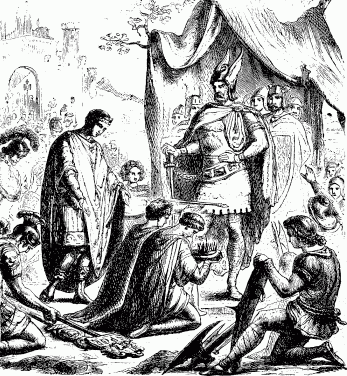
Rómulo Augusto, el último emperador romano de Occidente, entrega la corona a Odoacro (ilustración de 1880).

La deposición de Rómulo Augusto por parte de Odoacro, que ocurrió en 476 d. C., fue un golpe que marcó el final del reinado del emperador romano occidental aprobado por última vez por el Senado romano occidental y la creación del Reino de Italia, aunque Julio Nepote ejerció control sobre Dalmacia hasta 480.

## Antecedentes

### Saqueos de Roma
Roma había sido saqueada dos veces en el siglo V d. C., después de un largo declive que siguió a más de la mayor parte de un milenio de dominio, primero sobre el centro de Italia y luego sobre un imperio que rodeaba el mar Mediterráneo.[1][2] Primero, en 410 un ejército visigodo bajo el mando de Alarico sitió, entró y saqueó la ciudad, y en 455 los vándalos atacaron Roma después de que su rey, Genserico, creyéndose desairado por un emperador usurpador, anulara un tratado de paz. A pesar de seguir siendo la sede del Senado romano y una ciudad importante del Imperio romano de Occidente, Roma no era lo que había sido: los emperadores occidentales habían trasladado sus cortes a la más segura Rávena a raíz de los dos saqueos y las incursiones de los hunos.
Los vándalos pudieron entrar en la ciudad tras prometer al Papa que perdonarían a sus ciudadanos, pero se llevaron a muchos de los desafortunados romanos, algunos de los cuales fueron vendidos como esclavos[3] en el reino norteafricano de sus captores. La viuda de los emperadores Valentiniano III y Petronio Máximo, Licinia, fue llevada a Cartago, donde su hija se casó con el hijo de Genserico.
Roma no solo perdió una parte de su población durante la invasión vándala, sino que los bárbaros saquearon una gran cantidad de sus tesoros. Este botín fue recuperado más tarde por los bizantinos[4]. Sin embargo, en su momento, su pérdida fue un duro golpe para el Imperio occidental.

### Ricimero y otros generales dominan
Después de que la invasión de los vándalos expusiera las debilidades de Roma, las tribus bárbaras de la Galia, que en el pasado había sido una provincia segura y leal al Imperio, comenzaron a rebelarse contra sus antiguos señores.[5] Los emperadores con base en Rávena comenzaron a perder el respeto de muchos de sus súbditos, y generales poderosos, a menudo de origen bárbaro, se vieron obligados a defenderlos. Entre los comandantes más exitosos, los más importantes de los cuales eran llamados magistri militum, estaban Avito, que finalmente sería coronado emperador, y Ricimero (que era mitad suevo y mitad visigodo). Ricimero se volvió tan poderoso que pudo elegir y deponer a emperadores débiles casi a voluntad.[6]
En 475, el emperador occidental, Julio Nepote (sobrino de la emperatriz oriental), fue derrocado por su magister militum, el aristocrático Orestes, que había sido un funcionario de confianza de Atila, el gobernante huno.[7] En lugar de tomar el trono él mismo, Orestes hizo coronar emperador a su joven hijo, Rómulo Augústulo.

## El golpe de Estado y el ascenso de Odoacro

Los imperios romanos de Occidente (azul) y Oriente (rojo) en 476.

Orestes, que gobernaba en nombre de su hijo, encontró un enemigo en sus soldados mercenarios no romanos. Cuando, liderados por un general auxiliar llamado Odoacro, exigieron propiedades y se les negaron, invadieron Italia. Informando a sus soldados de que, si lo seguían y obedecían, en palabras de Gibbon, "extorsionarían la justicia que se les había negado a sus obedientes peticiones", el germano arriano Odoacro confirmó su liderazgo de la revuelta. Los soldados bárbaros en las ciudades y guarniciones italianas "acudieron" al estandarte del audaz general, y Orestes huyó a la fortificada Pavía. Odoacro puso sitio a Pavía, que cayó a su debido tiempo. El obispo de esa ciudad, Epifanio, logró rescatar a muchos de los cautivos tomados durante esta invasión, pero no pudo salvar a Orestes, quien fue ejecutado.
El hermano de Orestes fue asesinado cerca de Rávena por las fuerzas de Odoacro, que entraron en la capital imperial poco después. El joven monarca Rómulo Augústulo se vio obligado, el 4 de septiembre, a abdicar ante el Senado. Ese organismo solicitó que el emperador romano oriental, Zenón, reunificara su reino con Occidente, con Odoacro como su gobernador. El comandante auxiliar, ahora señor de Rávena, alentó a los senadores en este esfuerzo. El emperador se mostró algo indeciso a la hora de otorgarle a Odoacro lo que sería una autonomía relativa, alegando que el sobrino de su esposa, Julio Nepote, todavía vivo y reconocido como césar en Dalmacia, debería ser restaurado en el trono. Zenón, sin embargo, no quería usar la fuerza para apoyar su relación, por lo que, mientras seguía instando a Odoacro a reconocer la pretensión de Nepote, le concedió al general el rango de patricio[12] y aceptó el obsequio del general de los estandartes imperiales occidentales.
El desventurado ex emperador, Rómulo Augústulo, todavía estaba presente en Rávena, y Odoacro se deshizo del muchacho exiliándolo. El destino de este último emperador romano occidental es algo incierto, pero se cree que se retiró a la Villa Luculla en Campania[13] y murió antes de 488, cuando el cuerpo del santo Severino fue llevado allí. En 480, el segundo de los rivales romanos de Odoacro, Julio Nepote, fue asesinado por "sirvientes".[14] Hasta el asesinato de Nepote, incluso la confirmación del rango patricio y la autoridad de Odoacro se habían visto socavadas por la presencia del sobrino de Zenón.[15]
Odoacro se proclamó rey de los hérulos en Italia (476-493), pero no rey de Italia, ya que Italia permaneció formalmente como una tierra del Imperio romano después de absorber los poderes de Augusto y formó alianzas con otros bárbaros, un ejemplo destacado fueron los visigodos. Demostró ser un gobernante capaz y, aunque Italia se vio acosada por desastres como plagas y hambrunas durante el turbulento final del siglo V, historiadores como Edward Gibbon han atestiguado la "prudencia y humanidad" de Odoacro.[16]

## Consecuencias
A pesar de poseer estas cualidades, Odoacro no pudo derrotar a los ostrogodos y a su monarca, Teodorico el Grande, quienes invadieron el Reino de Italia y vencieron a las fuerzas que lo defendían. Después de cuatro años de lucha, Odoacro, con cierta presión de sus ciudadanos y sus soldados, decidió en 493 que sería inútil seguir luchando y se rindió. El conquistador del Imperio romano de Occidente también fue conquistado y, a diferencia de Rómulo Augusto, no se salvó. Mientras disfrutaba de un banquete, fue asesinado por un ostrogodo, que pudo haber sido el propio Teodorico.
Cuando la reina ostrogoda Amalasunta, aliada bizantina, fue ejecutada por su sucesor elegido Teodato en 535, el emperador oriental, Justiniano, no dudó en declarar la guerra. Bajo el mando del general Belisario, un ejército desembarcó en Sicilia y sometió esa isla antes de invadir Italia propiamente dicha. Cuando invadió la península, tomó la ciudad de Nápoles y luego atacó y capturó Roma. Durante casi veinte años, los ostrogodos y los romanos lucharon por el control de la península. Las sospechas de la emperatriz oriental, Teodora, llevaron a su marido Justiniano a negarle refuerzos a Belisario, que fue llamado varias veces. Algunos historiadores han llegado a la conclusión de que el final exitoso de la guerra fue la victoria de Belisario, pero el honor de derrotar a los ostrogodos recayó en Narsés, en quien sus superiores en Constantinopla confiaban mucho más. Finalmente, después de la reconquista romana, otra tribu bárbara, los lombardos, invadió y se estableció en Italia.